# Almansa (Teruel)
Almansa es un despoblado medieval situado en el actual término municipal de Abejuela, donde ahora hay un microtopónimo relacionado, La Hoya de Almansa. Se supone que la actual Ermita de Santa Margarita de Abejuela se encuentra en la antigua Almansa.

## Historia
El 22 de diciembre de 1237 el rey Jaime I de Aragón fijó los lindes de la villa y castillo de Andilla, que había cedido a Eximén Pérez de Arenós y nombra a Almansa como uno de los límites de Andilla:

volumus et concedimus quod dictum castrum et villam habeat proterminis Vallem de Canales et Salatam, Barchatalbes, Almansa, Ganatallova, Axerim, Alarchota, Agivar, Perdichinos, Alcubla maior.

El 22 de junio de 1238, antes de la reconquista de Valencia, Jaime I donó el castiello y villa de Jérica al concejo de Teruel, en cuya delimitación vuelve a mencionar Almansa:

Concicium Turolii, castrum et villam de Xeriqua, et accipiat terminos d'a rivo de Alventosa citra talaiam de Bexexi, et in hoc termino sint vertentes de Monalgarau et Almanza et Alcota usque ad colatum de Villamalur, et usque ad congosto de Segorbe et usque buqueras de Liria, et in donatione ista sunt Pardinas, Buqueras, Marinos et Guadalmar cum suis terminis, et abeant forum Turolii salvis donationibus militum. X calendas iuliii.

El 18 de marzo de 1239 el rey Jaime I de Aragón dio fronteras al concejo y villa de Teruel y menciona omnibus almansis como uno de sus límitess:

Sic incipit a flumine de Guadalaviar et vadit cerro ad turrim de La Cuba que dicitur Serriella; et sicut vadit ad Lossam et ad sumum de Cutema; et exiit ad la covam de Abenferruz et ad sumum de foz de Cherutea; et vadit ad fontem Sarcosa; et vadit ad sumum de portu de Bexxis de la Salada, cum omnibus almansis; et exit ad foxem de Bexxis; et donat per cerrum in turre de talaia de Bexxis et exit ad turrim de la coba de Xerica et de ipsa in sursum.

Después de la separación de Jérica del concejo de Teruel en 1261 los turolenses quisieron recuperar los territorios que les correspondían de acuerdo con el fuero de 1177 y poblaron los territorios que teóricamente les correspondían. El historiador Enric Guinot Rodríguez opina que ni Torrellas ni Abejuela existían en 1261 y que Torrellas y Almansa (núcleo precursor de Abejuela) son citadas por primera vez en mayo de 1262 como lugares que lo concejo de Teruel había de repoblar. De esta forma los turolenses nombraron mayordomos en un texto en el que se nombran aldeas de la zona en litigio con el reino de Valencia con nombres latinizados:

qui dividant et donent ad populandum quibuscumque personis voluerint...loca illa sunt in terminis turoliii, qui nominantur Musquerola, Val de Linares, Pena Calva, Atorela, Salmança, Turriles, Camarela et omnia loca que in termino Turolii sunt ad populandum

En 1322 o 1324 fijaron la frontera entre los términos de Almansa y Andilla en una concordia entre Eximén Pérez de Arenós (señor de la Baronía de Andilla) y el concejo de Teruel (que representaba a Almansa). La linde se situó en la Hoya de Abejuela, 5 km al norte del actual punto más meridional de Aragón. En esta concordia también se estableció que la Fuente de la Musa y el Pozuelo del Fondón de Abejuela fuesen abrevaderos comunes para las dos localidades.
En el siglo XVI los habitantes de Almansa se fueron trasladando al Fondón de Abejuela, con una climatología más favorable y justo en la límite municipal. En 1682 fueron ratificadas las fronteres de 1322 o 1324 ante las reclamaciones de Abejuela sobre tierras compradas en Andilla y La Yesa.